# Miles Stewart
Miles Stewart (* 4. Mai 1971 in Manly, Australien) ist ein ehemaliger australischer Triathlet. Er ist Triathlon-Weltmeister auf der Kurzdistanz (1991), ITU-Weltcupsieger (1996) und Olympiastarter (2000).

## Werdegang
Miles Stewart war in den 1980er Jahren als Speedskater aktiv.
Bei der ersten Austragung von Triathlon-Weltmeisterschaften 1989 verpasste der damals 18-Jährige in Frankreich knapp die Medaillenränge und belegte den vierten Rang.

### ITU Triathlon-Weltmeister 1991
Zwei Jahre später, im Oktober 1991, wurde Stewart in seiner Heimat, im australischen Queensland, Weltmeister auf der Triathlon-Kurzdistanz (1,5 km Schwimmen, 40 km Radfahren und 10 km Laufen).
In Australien startete er im September 2000 bei den Olympischen Sommerspielen und belegte den sechsten Rang. Im August 2002 wurde er Zweiter bei den Commonwealth Games in Manchester, nur 2 Sekunden hinter dem Kanadier Simon Whitfield.
2004 erklärte er seine Zeit als Profi-Triathlet für beendet.

## Auszeichnungen
- Miles Stewart wurde von der International Triathlon Union (ITU) im Jahr 2014 für die Aufnahme in die Hall of Fame nominiert.[1]

## Sportliche Erfolge
| Datum/Jahr    | Rang | Wettbewerb                                 | Austragungsort | Zeit     | Bemerkung                                                                                             |
| ------------- | ---- | ------------------------------------------ | -------------- | -------- | --- |
| 9. Mai 2004   | DNF  | ITU Triathlon World Championships          | Madeira        | –        | |
| 21. Feb. 2004 | 2    | OCA Triathlon Oceania Championships        | Devonport      | 01:53:24 | |
| 9. Nov. 2002  | 48   | ITU Triathlon World Championships          | Cancún         | 01:57:23 | |
| 6. Okt. 2002  | 1    | ITU Triathlon World Cup                    | Makuhari       | 01:48:22 | |
| 29. Sep. 2002 | 1    | ITU Triathlon Asian Regional Championships | Murakami       | 00:52:52 | |
| 21. Sep. 2002 | 1    | ITU Triathlon World Cup                    | Nizza          | 01:48:57 | |
| 4. Aug. 2002  | 2    | Commonwealth Games 2002                    | Manchester     | 01:52:00 | |
| 30. Juni 2002 | 1    | ITU Triathlon Asian Cup                    | Seorak         | 01:45:18 | |
| 17. Feb. 2002 | 1    | ITU Triathlon Oceania Cup                  | Canberra       | 01:45:23 | |
| 22. Juli 2001 | 9    | ITU Triathlon World Championships          | Edmonton       | 01:48:52 | |
| 16. Sep. 2000 | 6    | Olympische Sommerspiele 2000               | Sydney         | 01:49:13 | |
| 12. Sep. 1999 | 3    | ITU Triathlon World Championships          | Montreal       | 01:45:47 | |
| 9. Mai 1999   | 4    | OTU Triathlon Oceania Championships        | Mooloolaba     | 01:55:56 | |
| 30. Aug. 1998 | 3    | ITU Triathlon World Championships          | Lausanne       | 01:56:04 | |
| 27. Apr. 1997 | 1    | ITU Triathlon World Cup                    | Auckland       | 01:49:12 | |
| 3. Nov. 1996  | 1    | ITU Triathlon World Cup                    | Noosa          | 01:46:12 | beim Noosa Triathlon                                                                                  |
| 20. Okt. 1996 | 1    | ITU Triathlon World Cup                    | Sydney         | 01:46:54 | |
| 13. Okt. 1996 | 1    | ITU Triathlon World Cup                    | Auckland       | 01:53:45 | |
| 24. Aug. 1996 | 6    | ITU Triathlon World Championships          | Cleveland      | 01:41:09 | persönliche Bestzeit auf der olympischen Distanz (1,5 km Schwimmen, 40 km Radfahren und 10 km Laufen) |
| 12. Mai 1996  | 1    | ITU Triathlon World Cup                    | Ishigaki       | 01:50:28 | |
| 22. Aug. 1993 | 8    | ITU Triathlon World Championships          | Manchester     | 01:55:12 | |
| 23. Mai 1993  | 1    | ITU Triathlon World Cup                    | Amakusa        | 01:48:50 | |
| 13. Okt. 1991 | 1    | ITU Triathlon World Championships          | Queensland     | 01:48:20 | Triathlon-Weltmeister (Kurzdistanz)                                                                   |
| 6. Aug. 1989  | 4    | ITU Triathlon World Championships          | Avignon        | 02:01:37 | |

(DNF – Did Not Finish)